# Гелена Шлезвіг-Гольштейн-Зондербург-Глюксбурзька
Гелена Шлезвіг-Гольштейн-Зондербург-Глюксбурзька (нім. Helena von Schleswig-Holstein-Sonderburg-Glücksburg, 1 червня 1888 — 30 червня 1962) — принцеса Шлезвіг-Гольштейн-Зондербург-Глюксбурзька з династії Глюксбургів, донька герцога Фрідріха Фердинанда Шлезвіг-Гольштейн-Зондербург-Глюксбурзького та принцеси Аугустенбурзької Кароліни Матильди, дружина принца Данії Гаральда.

## Біографія
Гелена народилась 1 червня 1888 року в маєтку Ґрюнхольц у Шлезвігу, на території Пруссії. Вона була третьою дитиною та третьою донькою в родині герцога Шлезвіг-Гольштейн-Зондербург-Глюксбурзького Фрідріха Фердинанда та його дружини Кароліни Матильди Аугустенбурзької.
Сім'я жила у маєтку Ґрюнхольц та Глюксбурзькому замку.
У 20-річному віці Олена взяла шлюб із 32-річним принцом Данським Гаральдом. Весілля відбулося 28 квітня 1909 року в Глюксбурзькому замку. Цей шлюб став єдиним союзом, що поєднав німецьку та данську гілки династії Глюксбургів. Після весілля Олена стала брати активну участь у данському придворному житті.
У подружжя народилося п'ятеро дітей. Родина спочатку жила в заміському будинку Jægersborghus у Єґерсборзі на північ від Копенгагена. Від 1918 року вони переїхали на віллу на шляху Svanemøllevej, 25.
Під час Другої світової Гелена, що завжди пишалася своїм німецьким походженням, стала дуже непопулярною серед населення. Вона не лише співпрацювала з нацистами, слідуючи настановам уряду, а й приймала старших офіцерів вермахту на своїй віллі. Це було ще більш недоречно в світі того, що її дівер — правлячий король Кристіан X — відмовився від будь-яких контактів з ними. Один із слуг принцеси згодом був засуджений за шпіонаж. Члени данського руху опору називали її Єдиним членом данської королівської сім'ї, що зрадив країну. Власні сини припинили з нею відносини.
По закінченню війни Крістіан X вислав Гелену із Данії. 30 травня 1925 року її забрала з вілли військова автівка та доправила до аеропорту Каструп. Звідти принцесу вивезли військовим літаком до Шлезвігу, де вона була взята під домашній арешт у батьківському замку Глюксбург. Судового процесу проти неї розпочато не було, Крістіан X скористався королівським «правом карати», що передбачене в законодавстві.
7 вересня 1926 року Гаральд запросив брата короля на чашку чаю, щоб обговорити ситуацію з дружиною, однак втішних результатів не досяг. Коли ж, наступного року, його здоров'я різко погіршилося, Кристіан X 5 лютого 1947 року зняв свою заборону. Гелена змогла повернутися до країни. 20 квітня не стало самого короля. Престол Данії посів Фредерік IX.
Принцеса продовжувала жити з чоловіком на тій же віллі, що й до війни, і турбувалася про нього до самої смерті Гаральда 30 березня 1949 року. Після цього вона усамітнено проживала на віллі в Хольте.
Пішла з життя Гелена 30 червня 1962 року. Похована в Роскілльському соборі.

## Родина
Чоловік — Гаральд Данський
ДІти:
- Феодора (1910—1975) — дружина принца Крістіана Шаумбург-Ліппського, мала із ним трьох синів та доньку;
- Кароліна-Матильда (1912—1995) — дружина принца Кнуда Данського, мала двох синів та доньку;
- Александріна-Луїза (1914—1962) — дружина графа цу Кастелл-Кастелл Луїтпольда, мала двох доньок та сина;
- Горм (1919—1991) — офіцер данського морського флоту, одружений не був, дітей не мав;
- Олаф (1923—1990) — був двічі морганатично одружений, мав сина та доньку.